# 松下竜一
松下竜一（まつした りゅういち、1937年2月15日 - 2004年6月17日）は、日本の作家。自然保護、平和などの運動に関わり続け、短歌、小説、随筆から記録文学に及ぶ作品を残した。

## 経歴
1937年2月15日、大分県中津市で誕生。生後まもなく肺炎で危篤状態になる。高熱により右目を失明。
1956年3月、療養のため四年かかって大分県立中津北高等学校を卒業。
1956年5月8日、母が45歳で急逝したため進学を断念し、父親の豆腐屋を手伝い始める。豆腐の配達で小さな雑貨店の女主人とその娘(のちの義母と妻)と知り合う。
梶井基次郎を愛読、中でも『城のある町にて』が好きであった。
1966年、三原洋子と結婚。歌集『相聞』を作る。
1968年秋、ふと目にした朝日新聞の朝日歌壇で、生活からにじみでた短歌を読み、心をうたれる 。朝日歌壇にはじめて投稿した作品「泥のごと出来そこないし豆腐投げ怒れる夜のまだ明けざらん」が入選して活字になる。同年12月、歌集『豆腐屋の四季』を自費出版した。地方の青年のやるせない気持ちを綴った歌集は評判を呼び、翌年1969年4月に公刊され、テレビドラマ化された。しかし、松下は「豆腐屋としての分際を守り、黙々と耐えて働いている大人しい模範青年」としてもてはやされることに居心地の悪さを抱き始め、その理由が「あらゆる権威を否定してゲバ棒で武装し叛乱に立ち上がったヘルメットの学生」と違って誰もが安心できたせいではないかと気付く。
1970年7月9日、豆腐屋を廃業してペン一本の生活へと転じる。
1971年、大分新産業都市によって起きている公害問題についての取材、報告の依頼を西日本新聞から受け、同紙に連載する。取材の中で、臼杵湾の風成（かざなし）でセメント工場誘致に反対する人々がいることを知り、初のルポルタージュ作品である『風成の女たち』(1972年)を執筆する。
『風成の女たち』の取材をする中で、風成の女性たちや別府湾の漁師たちから、「あんたの住んでいる中津市でも、周防灘沿岸をすべて埋め尽くして石油コンビナートを作る計画（周防灘総合開発計画）が進められようとしている。どう対処していくのか」と問われ、答えることが出来なかった 。翌1972年7月、「中津の自然を守る会」を結成し、事務局長として行動を始める。
1973年3月、環境権訴訟をすすめる会結成。豊前火力発電所建設反対運動によって九州電力に反旗を翻した。しかし「お前の家の電気を止めてから反対しろ」という嫌がらせの声を浴びせられ、脅迫状や嫌がらせの電話が来た。『豆腐屋の四季』の多くの読者は「あなたのやさしさに感動したのに、あなたは＜やさしさ＞とは正反対の人間になってしまった」と受け止め、離れていった。「そうではない。『豆腐屋の四季』に描いた世界を守るために今立ち上がっているんだ」という気持ちは伝わらなかった 。共に闘うはずの革新組織や労働組合からも排斥され、同志の中からは逮捕者が出た。そのような状況の中、上野英信に相談するが、「君ねえ、本当に苦しい闘いというのはだね、仲間内に自殺者の一人や二人は出る闘いのことなんだよ」と一蹴され、覚悟を定めた。勝ち目のない裁判ということで、弁護士もつかなかった 。そのため、弁護士のつかない建設差し止め請求を起こしたが敗訴し、その際に「アハハハ……敗けた、敗けた」という垂れ幕を掲げ、裁判所の「権威」を笑い飛ばした。その後高裁に控訴、そこでも敗れると最高裁に上告、1985年に原告敗訴が確定するまで12年たたかった。
自らの反公害・反開発運動を基にした『暗闇の思想を』(1974年)、『明神の小さな海岸にて』(1975年)、『五分の虫、一寸の魂』(1975年)を発表。「豊前火力絶対阻止・環境権訴訟をすすめる会」の機関誌として創刊した「草の根通信」を発行。
隔離されたハンセン病患者の詩人・伊藤保の評伝『檜の山のうたびと』(1974年)、山林地主・室原知幸を中心に下筌ダム反対運動を書いた『砦に拠る』(1977年)など、ノンフィクション作品を発表。その一方で、自らの息子に読ませるつもりで『5000匹のホタル』(1974年)などの児童文学も手がけた。
1980年、豊前火力闘争のビデオ上映会に来た伊藤ルイと出会う。彼女が甘粕事件によって殺害された大杉栄と伊藤野枝の娘であることを知り、その半生をたどる『ルイズ - 父に貰いし名は』を執筆。この作品によって1982年に第4回講談社ノンフィクション賞を受賞。
1983年には、大杉栄の同志、和田久太郎の評伝『久さん伝 - あるアナキストの生涯』を発表。東京拘置所に在監していた大道寺将司は、この本をきっかけに『豆腐屋の四季』も読み、感動したという感想を松下に送ってきた。他にも幾人もの政治犯から手紙が来た 。松下は「全共闘世代の中で爆弾闘争にまで走った彼らが、なぜ小さく閉じ籠もって生きた者の記録に心惹かれるのか」とはじめは不思議に思った
。
その時から大道寺と正面から向き合うことになり、『狼煙を見よ　ー東アジア反日武装戦線”狼”部隊』(1987年)を発表するに至る。
1986年4月26日、チェルノブイリ原子力発電所事故発生。同年6月、小出裕章を中津市に招いて講演会「チェルノブイリ原発で何が起きたのか」を開催。
1988年1月、四国電力伊方原子力発電所出力調整実験反対行動に参加。同月29日、日本赤軍メンバー泉水博の旅券法違反容疑との関連という名目で、警視庁による家宅捜索を受ける。それに対し同年9月に国家賠償請求を提訴する。1996年一部勝訴、控訴。2000年勝訴。松下は「この過激派シンパというのは捜索の口実で、市民運動・反原発運動潰しではないか」と記している。
1993年、ダッカ日航機ハイジャック事件で一般受刑者ながら出国し、日本赤軍の活動に参加した泉水博を書いた『怒りていう、逃亡には非ず』を発表。
1996年、自らが発行人の「草の根通信」掲載のエッセイをまとめた『底ぬけビンボー暮らし』を刊行。毎年確定申告で戻ってくる原稿料の源泉徴収がボーナス代わりであろうとも、風や草や川面のきらめきにうっとりする、ささやかでひっそりとしたビンボー暮らしを語る。
1998年には、全集『松下竜一 その仕事』の刊行が開始された。
1999年1月以降、アメリカ海兵隊実弾演習に抗議して陸上自衛隊の日出生台演習場に、毎年通う。
2003年6月、小脳出血で倒れる。リハビリに励む。
2004年6月17日、中津市の病院で死去、67歳。
2004年7月、30年以上に渡り発行された「草の根通信」が380号で終刊となる。
『豆腐屋の四季』の舞台となった船場町の自宅は、2016年12月に市道の拡幅工事に伴い取り壊され、約4000冊の蔵書のうち612冊と直筆原稿などの資料が中津市立小幡記念図書館に寄贈された。

## 作品
- 『豆腐屋の四季 - ある青春の記録』講談社、1969年 / 講談社文庫、1983年、ISBN 4-06-183058-9 / 講談社文芸文庫、2009年、ISBN 4-06-290065-3 （歌集『相聞』を付録）
- 『吾子の四季 - 父のうた・夫のうた』講談社、1970年
- 『歓びの四季 - 愛ある日々』講談社、1971年
- 『人魚通信』自費出版、1971年
- 『風成の女たち - ある漁村の闘い』朝日新聞社、1972年 / 社会思想社現代教養文庫、1984年、ISBN 4-390-11126-4
- 『絵本切る日々』自費出版、1972年
- 『5000匹のホタル』理論社、1974年、ISBN 4-652-02220-4 / 再刊、2006年、ISBN 4-652-00530-X
- 『暗闇の思想を - 火電阻止運動の論理』朝日新聞社、1974年 / 現代教養文庫、1985年、ISBN 4-390-11127-2
- 『檜の山のうたびと - 歌人伊藤保の世界』筑摩書房、1974年
- 『明神の小さな海岸にて』朝日新聞社、1975年 / 現代教養文庫、1985年、ISBN 4-390-111280
- 『環境権ってなんだ - 発電所はもういらない』ダイヤモンド社、1975年
- 『五分の虫、一寸の魂』筑摩書房、1975年 / 現代教養文庫、1986年、ISBN 4-390-11129-9
- 『砦に拠る』筑摩書房、1977年 / 講談社文庫、1982年、ISBN 4-06-134175-8 / ちくま文庫、1989年、ISBN 4-480-02352-6
- 『潮風の町』筑摩書房、1978年 / 講談社文庫、1985年、ISBN 4-06-183490-8
- 『ケンとカンともうひとり』筑摩書房、1979年、ISBN 4-480-88025-9
- 『まけるな六平』講談社、1979年
- 『疾風の人 - ある草莽伝』朝日新聞社、1979年 - 増田宗太郎の伝記
- 『あしたの海』理論社、1979年、ISBN 4652010141
- 『豊前環境権裁判』日本評論社、1980年、ISBN 453557197X
- 『海を守るたたかい』筑摩書房〈ちくま少年図書館 54〉、1981年、ISBN 4-480-04054-4
- 『いのちき してます』三一書房、1981年
- 『ルイズ - 父に貰いし名は』講談社、1982年、ISBN 4-06-145930-9 / 講談社文庫、1985年、ISBN 4-06-183444-4 / 講談社文芸文庫、2011年、ISBN 978-4-06-290134-5 - 全国学校図書館協議会選定図書、第4回講談社ノンフィクション賞受賞
- 『久さん伝 - あるアナキストの生涯』講談社、1983年、ISBN 4-06-200653-7 - 和田久太郎の伝記
- 『ウドンゲの花 - わが日記抄』講談社 1983年、ISBN 4-06-200782-7
- 『いつか虹をあおぎたい』フレーベル館、1983年、ISBN 4577008610
- 『小さな手の哀しみ』径書房、1984年
- 『憶ひ続けむ - 戦地に果てし子らよ』筑摩書房、1984年
- 『記憶の闇 - 甲山事件「1974→1984」』河出書房新社、1985年、ISBN 4-309-00394-X
- 『私兵特攻 - 宇垣纒長官と最後の隊員たち』新潮社、1985年、ISBN 4-10-358501-3
- 『仕掛けてびっくり反核パビリオン繁盛記』朝日新聞社、1986年、ISBN 4-02-255582-3
- 『狼煙を見よ - 東アジア反日武装戦線“狼”部隊』河出書房新社、1987年、ISBN 4-309-00458-X / 現代教養文庫、1993年、ISBN 4-390-11462-X / 読売新聞社、1997年、ISBN 4-643-97116-9
- 『あぶらげと恋文』径書房、1988年、ISBN 4770500572
- 『右眼にホロリ』径書房、1988年、ISBN 4770500653
- 『小さなさかな屋奮戦記』筑摩書房、1989年、ISBN 4-480-04133-8
- 『どろんこサブウ - 谷津干潟を守る戦い』講談社、1990年、ISBN 4-06-204907-4
- 『母よ、生きるべし』講談社、1990年、ISBN 4-06-205194-X
- 『ゆう子抄 - 恋と芝居の日々』講談社、1992年、ISBN 4-06-206000-0
- 『怒りていう、逃亡には非ず - 日本赤軍コマンド泉水博の流転』河出書房新社、1993年、ISBN 4-309-00873-9 / 河出文庫、1996年、ISBN 4-309-40472-3
- 『ありふれた老い - ある老人介護の家族風景』作品社、1994年、ISBN 4-87893-213-9
- 『さまざまな戦後〈第1集〉』日本経済評論社、1995年、ISBN 4-8188-0795-8
- 『底ぬけビンボー暮らし』筑摩書房、1996年、ISBN 4-480-81403-5 / 講談社文芸文庫、2018年、ISBN 978-4-06-512928-9
- 『汝を子に迎えん - 人を殺めし汝なれど』1997年、河出書房新社、ISBN 4-309-01126-8
- 『本日もビンボーなり』筑摩書房、1998年、ISBN 4-480-81418-3
- 『ビンボーひまあり』筑摩書房、2000年、ISBN 4-480-81430-2
- 『そっと生きていたい』筑摩書房、2002年、ISBN 4-480-81446-9
- 『暗闇に耐える思想』花乱社、2012年、ISBN 978-4-905327-13-4
- 『暗闇の思想を/明神の小さな海岸にて』影書房、2012年、ISBN 978-4-87714-427-2 - 二作品を一冊にまとめて復刊、解説鎌田慧

### 全集
- 『松下竜一 その仕事』（河出書房新社 解説（全巻）：山口泉） ISBN 4-309-62050-7

1. 豆腐屋の四季（1998年、ISBN 4-309-62051-5）
2. 潮風の町（1998年、ISBN 4-309-62052-3）
3. いのちき してます（1999年、ISBN 4-309-62053-1）
4. ウドンゲの花（1999年、ISBN 4-309-62054-X）
5. 小さな手の哀しみ（1999年、ISBN 4-309-62055-8）
6. あぶらげと恋文（1999年、ISBN 4-309-62056-6）
7. 右眼にホロリ（1999年、ISBN 4-309-62057-4）
8. 母よ、生きるべし（1999年、ISBN 4-309-62058-2）
9. ありふれた老い（1999年、ISBN 4-309-62059-0）
10. 底ぬけビンボー暮らし（1999年、ISBN 4-309-62060-4）
11. 風成の女たち（1999年、ISBN 4-309-62061-2）
12. 暗闇の思想を（1999年、ISBN 4-309-62062-0）
13. 五分の虫、一寸の魂（1999年、ISBN 4-309-62063-9）
14. 檜の山のうたびと　1999年、ISBN 4-309-62064-7）
15. 砦に拠る（2000年、ISBN 4-309-62065-5）
16. 疾風の人（2000年、ISBN 4-309-62066-3）
17. ルイズ - 父に貰いし名は（2000年、ISBN 4-309-62067-1）
18. 久さん伝（2000年、ISBN 4-309-62068-X）
19. 憶ひ続けむ（2000年、ISBN 4-309-62069-8）
20. 記憶の闇（2000年、ISBN 4-309-62070-1）
21. 私兵特攻（2000年、ISBN 4-309-62071-X）
22. 狼煙を見よ（2000年、ISBN 4-309-62072-8）
23. 怒りていう、逃亡には非ず（2000年、ISBN 4-309-62073-6）
24. 汝を子に迎えん（2000年、ISBN 4-309-62074-4）
25. 5000匹のホタル（2001年、ISBN 4-309-62075-2）
26. まけるな六平（2001年、ISBN 4-309-62076-0）
27. ケンとカンともうひとり（2001年、ISBN 4-309-62077-9）
28. あしたの海（2001年、ISBN 4-309-62078-7）
29. 小さなさかな屋奮戦記（2002年、ISBN 4-309-62079-5）
30. どろんこサブウ（2002年、ISBN 4-309-62080-9）
31. （別巻)『巻末の記』2002年3月10日。ISBN 4-309-01456-9。

- 『松下竜一 未刊行著作集』 新木安利・梶原得三郎 編、海鳥社

1. かもめ来るころ（2008年、ISBN 4-87415-690-8）
2. 出会いの風（2008年、ISBN 4-87415-699-1）
3. 草の根のあかり（2009年、ISBN 978-4-87415-710-7）
4. 環境権の過程（2008年、ISBN 4-87415-683-5）
5. 『平和・反原発の方向』2009年6月17日。ISBN 978-4-87415-731-2。

## 作品提供

### テレビドラマ
- 豆腐屋の四季（1969年 - 1970年、朝日放送制作・TBS系列）

### 舞台
- かもめ来るころ　〜松下竜一と洋子〜 （原作:「豆腐屋の四季」他、初演2008年、トム・プロジェクト）
- 砦 （原作:「砦に拠る」、初演2016年、トム・プロジェクト）